# Blood Bath

Blood Bath est un film américain réalisé par Jack Hill et Stephanie Rothman en 1966.

## Synopsis
Un thriller psychologique à vous glacer le sang sur la vie d'un jeune artiste cinglé qui peint de belles femmes et qui ensuite les tue.

## Distribution
- William Campbell : Antonio Sordi
- Marissa Mathes : Daisy Allen
- Sandra Knight : Donna Allen
- Lori Saunders : Dorean la ballerine / Melizza
- Jonathan Haze : Beatnik
- Fred Thompson : Beatnik